# Mastigoproctus baracoensis
Mastigoproctus baracoensis är en spindeldjursart som beskrevs av Franganillo 1931. Mastigoproctus baracoensis ingår i släktet Mastigoproctus och familjen Thelyphonidae. Inga underarter finns listade i Catalogue of Life.